# Јасухиро Косеки
Јасухиро Косеки (јап. 小関也朱篤, романизовано Koseki Yasuhiro; Цуруока, 14. март 1992) јапански је пливач чија специјалност су трке прсним стилом. Вишеструки је национални првак и рекордер

## Спортска каријера
Косеки је рођен 1992. у Цуруоки, граду на северозападу Јапана у префектури Јамагата. Године 2014. стекао је диплому на Факултету спортских наука у Токију, где се специјализовао за пливање као спорт.
Први запаженији резултат у спортској каријери остварио је на Летњој Универзијади 2013. у руском Казању, где је освојио златну медаљу у трци на 100 прсно, те сребро у штафети 4×100 мешовито. Нешто касније исте године, на Играма Источне Азије у Тјенцину осваја две златне медаље у истим дисциплинама.
Серију одличних резултата на међународној сцени наставља и у 2014, са три освојене медаље, од чега две златне, на првенству пацифичког региона у Гоулд Коусту, односно са 4 медаље на Азијским играма у Инчону.
На светским првенствима у великим базенима је дебитова у Казању 2015, где је успео да се пласира у финалне трке на 200 прсно (5. место) и 4×100 мешовито (6. место).
На Летњим олимпијским играма у Рију 2016. се такмичио у три дисциплине, успевши да се у све три пласира у финалне трке — 6. место на 100 прсно, 5. место на 200 прсно и 5. место у штафети 4×100 мешовито.
Један од највећих успеха у дотадашњој каријери постиже на светском првенству у Будимпешти 2017. где осваја сребрну медаљу и титулу светског вицепрвака у трци на 200 прсно, заоставши свега 0,33 секунде иза победника Антона Чупкова из Русије.
Велики успех је постигао и на Азијским играма у Џакарти 2018. где је објединио титуле у све три појединачне дисциплине прсног стила.
Такмичио се и на светском првенству у корејском Квангџуу 2019 — у трци на 100 прсно је заузео укупно 4. место у финалу, заоставши свега 0,30 секунди иза трећепласираног кинеског пливача Цибеј Јана, четврти је био и у штафети 4×100 мешовито, док је трку на 50 прсно окончао на 13. месту у полуфиналу.